# The Imperial Swordsman
Pour plus de détails, voir Fiche technique et Distribution.
The Imperial Swordsman est un film hongkongais réalisé par Lin Fu-ti, sorti en 1972.

## Synopsis
Désireux de se débarrasser d'un adversaire politique cherchant à renverser la dictature Ming, un dirigeant chinois engage divers spadassins dont une équipe d'assassins gouvernementaux peu regardants sur leur consommation d'hémoglobine. Ces derniers, particulièrement retors, n'hésitent pas à emprunter une fausse identité afin d'infiltrer la base rebelle située à la montagne. Les différentes manœuvres et contre-manœuvres s'avéreront fort coûteuses en vies humaines.

## Fiche technique
- Titre : The Imperial Swordsman / 大內高手
- Réalisation : Lin Fu-ti
- Scénario : Lin Fu-ti, Ku Hsi
- Société de production : Shaw Brothers
- Pays d'origine : Hong Kong
- Format : Couleurs - 2,35:1 - Mono - 35 mm
- Genre : aventures
- Durée :
- Date de sortie : 1972

## Distribution
- Shu Pei-pei : Shi Xue-lan, une séduisante meurtrière au charme discret à la solde du pouvoir
- Chuan Yun : Yin Shu-tang, un meurtrier légèrement contrefait à la solde du pouvoir
- Yu Hui : Shi Xue-mei, une séduisante meurtrière au charme vénéneux à la solde du pouvoir
- Ching Miao : Fu Bing-zhong, un opposant à la dictature Ming
- Tung Li : Jin Zhi-ping, un militaire professionnel à la solde du pouvoir
- Huang Chung-hsin : le chef de la branche armée du mouvement de monsieur Fu
- Tsang Choh-lam : un serveur de restaurant soucieux de la réputation de son établissement
- Sammo Hung : un rebelle au service du mouvement de monsieur Fu